# 八洲学園大学国際高等学校
八洲学園大学国際高等学校（やしまがくえんだいがくこくさいこうとうがっこう）は、沖縄県本部町にある私立通信制高等学校。

## 概要
単位制・通信制で普通科設置。日本で初めて集中スクーリングという方法を採用して開校した高等学校である。最短5泊6日、沖縄県での集中スクーリング方式が特徴。八洲学園大学の附属高校。運営法人は学校法人八洲学園。

## 沿革
- 2000年 - 「八洲学園国際高等学校」が開校
- 2006年 - 「八洲学園大学国際高等学校」と改称（八洲学園大学の附属高校）

## 所在地
- 沖縄本校 - 沖縄県国頭郡本部町備瀬1249
- 横浜分室 - 神奈川県横浜市西区桜木町7-42

## 定員
5000名

## 校長
鈴木啓之
2024年4月に校長に就任
八洲学園大学教授 博士（医学）
専門分野・研究テーマ：ヒトの内的状態の他覚的客観評価、障害児生理心理学
【学歴】
茨城大学理学部生物学科卒業、茨城大学特殊教育特別専攻科（精神薄弱教育専攻）修了、東京学芸大学大学院教育学研究科修士課程 障害児教育専攻 (障害児生理・心理) 修了、茨城大学大学院教育学研究科大学院研究生（障害児生理学）修了、名古屋大学大学院医学研究科博士課程生理系環境医学満了
【職歴】
岡崎国立共同研究機構 生理学研究所 統合生理研究施設 特別協力研究員、岡崎国立共同研究機構 生理学研究所 統合生理研究施設 講師、ドイツ国 Hamburg大学付属 Eppendorf病院 Institute of physiology, Department of Neurophysiology、外国人研究員（Wissenshaftlicher Mitarbeiter）、茨城大学 理工学研究科 講師 （サテライト ベンチャー ビジネス ラボラトリー研究員）、茨城大学 共同開発センター 助手、茨城大学 総合情報処理センター助手、茨城県教育庁総務課 茨城県教育情報ネットワーク開発室 係長、茨城県教育研修センター 茨城県教育情報ネットワーク管理センター 係長
以上を経て現職

## 姉妹校
- 八洲学園大学
- 八洲学園高等学校
- 福岡女子商業高等学校
- やしま学園高等専修学校
- ESA音楽学院専門学校